# Aubrey Brain
Aubrey Brain (* 12. Juli 1893 in London; † 21. September 1955 ebenda) war ein britischer Hornist und Musikpädagoge. Er war der Vater des Hornisten Dennis Brain.

## Leben und Werk
Aubrey Brain wurde 1911 Stipendiat am Royal College of Music. Im gleichen Jahr wurde er erster Hornist des New York Symphony Orchestra. Später wirkte er in Covent Garden. Danach wirkte er bis 1945 beim BBC Symphony Orchestra.
Aubrey Brain wirkte von 1923 bis 1950 als Horn-Lehrer an der Royal Academy of Music. Insgesamt genoss Aubrey Brain als Solist einen herausragenden internationalen Ruf.